# La Ferme des sept péchés
La Ferme des sept péchés är en fransk dramafilm från 1949 i regi av Jean Devaivre.

## Utmärkelser
La Ferme des sept péchés vann Guldleoparden vid Internationella filmfestivalen i Locarno 1949.

## Rollista i urval
- Jacques Dumesnil - Paul-Louis Courier
- Claude Génia - Herminie
- Aimé Clariond - Marquis de Siblas
- Pierre Renoir - åklagaren
- Alfred Adam - Symphorien Dubois
- Georges Grey - Georges Grey
- Pierre Palau - undersökningsdomaren
- Arthur Devère - Frémont
- Héléna Manson - Michèle Frémont
- Jacques Dufilho - François Sovignant
- Marcel Pérès - Coupeau